# خاندان ریوزوجی
خاندان ریوزوجی (به ژاپنی: 龍造寺氏 Ryūzōji-shi) یکی از خاندان‌های اشرافی ژاپنی بود که مقر آن در ولایت هیزن در کیوشو قرار داشت.